# Сельцо (Демидовский район)
Сельцо — деревня в Демидовском районе Смоленской области России. Входит в состав Жичицкого сельского поселения. Население — 30 жителей (2007 год). 
Расположена в северо-западной части области в 16 км к юго-западу от Демидова, в 3 км восточнее автодороги Р130 Демидов - Рудня. В 27 км южнее деревни расположена железнодорожная станция Голынки на линии Смоленск — Витебск.

## История
В годы Великой Отечественной войны деревня была оккупирована гитлеровскими войсками в июле 1941 года, освобождена в сентябре 1943 года.